# Rinkeby (tunnelbanestation)
Rinkeby är en station inom Stockholms tunnelbana längs den blå linjen. Den ligger i bergrum under stadsdelen Rinkeby i Västerort inom Stockholms kommun, med biljetthall i söder med entré från Rinkebytorget. Stationen ligger 12,3 kilometer från blå linjens ändstation Kungsträdgården.
Stationen öppnades den 31 augusti 1975 i samband med att blå linjen invigdes. Stationen har två plattformar. Ett förbindelsespår leder till och från Rissnedepån.
Den konstnärliga utsmyckningen vid Rinkeby tunnelbanestation har utförts av de tre konstnärerna Nisse Zetterberg, Sven Sahlberg och Lennart Gram.
Nisse Zetterbergs konst består av tegelröda väggar med guldinlägg och runinskrifter. Nisse Zetterberg har utgått från de "fornfynd" från vikingatiden, som gjorts vid utgrävningar i området, i sin gestaltning av Rinkeby tunnelbanestation. De små, små fynden har han sedan förstorat upp till stora väggmosaiker, som glittrar i guld mot de roströda bergväggarna. Rinkebybocken är till exempel inte större än en tiokrona i verkligheten. Rinkeby ligger i ett av de runstensrikaste områdena i Stockholmstrakten och därför kan man även hitta mosaiker i form av två runstenar i mittvalvet.
I mittvalvets tak hänger Sven Sahlbergs Roslagsros, en skulptur i förgylld plåt, som en stor sol av guld. Med sina kronblad av åror för den tankarna till forna tiders vattenburna resor.
På spårväggen finns Lennart Grams bilder med fåglar flygande i tågets riktning.
Vid planeringen av stadsdelen och tunnelbanestationen i mitten på 60-talet diskuterades huruvida namnet Rinkeby kunde förväxlas med ett redan befintligt område i Danderyds kommun och som dessutom eventuellt skulle få tunnelbana förbi detta område. Frågan väcktes i ett skede när redan gatu- och kvartersnamn för stadsdelen på Järvafältet var beslutade och man valde att inte riva upp dessa beslutade namn, namnförväxlingsrisken till trots.

## Bildgalleri

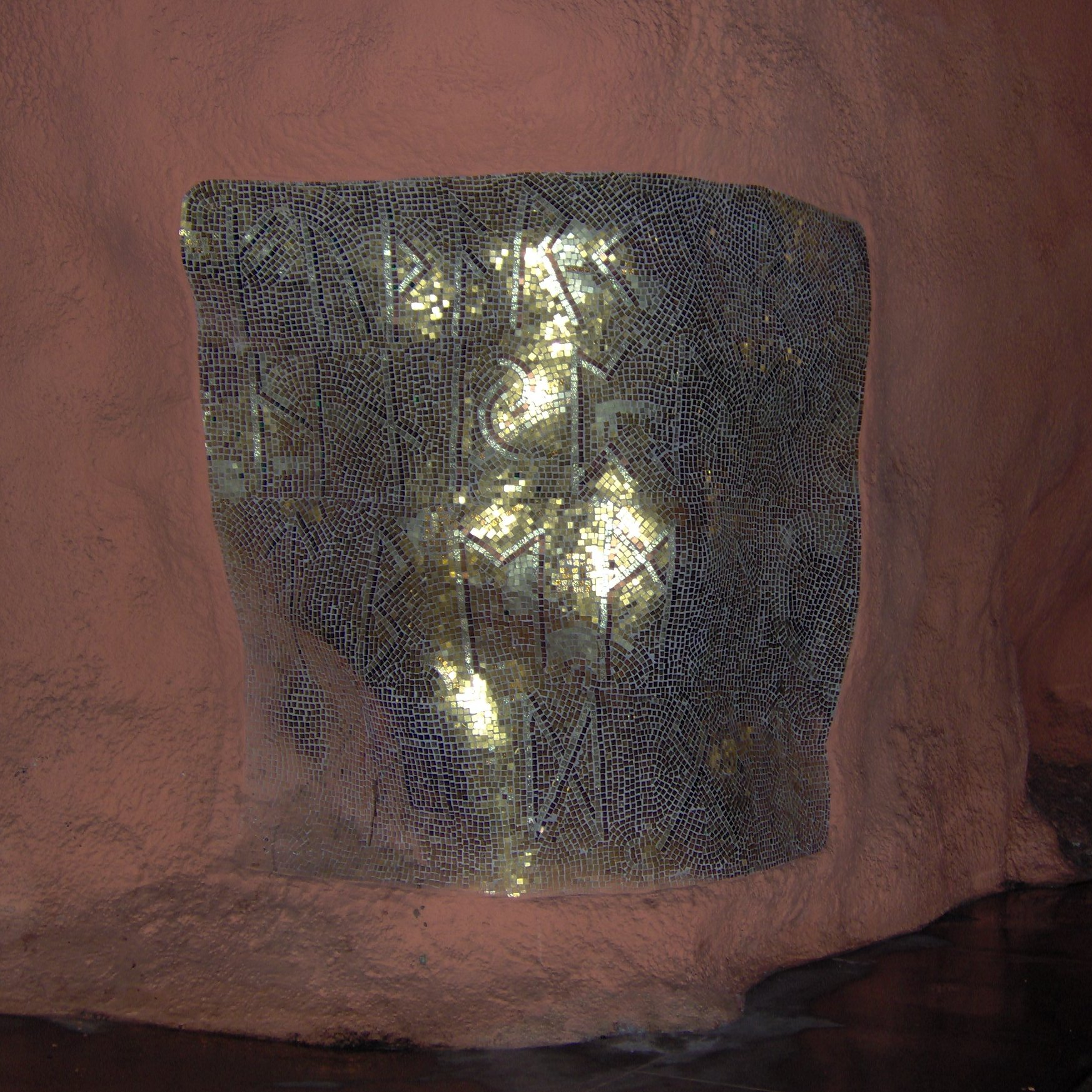
Futharken i gyllene mosaik som pryder stationens vägg. Konstverket är utfört av Nisse Zetterberg.
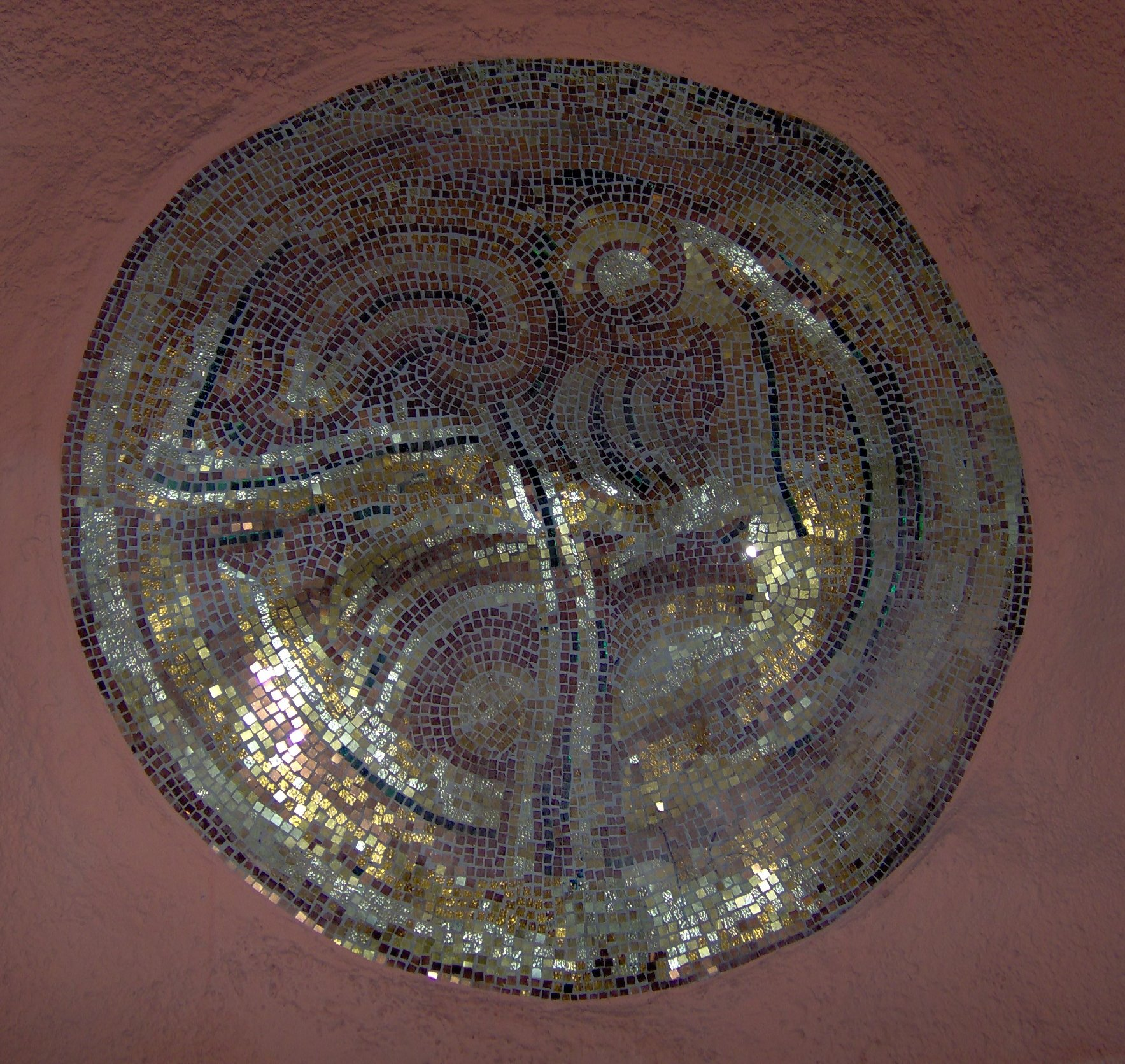
En sköld i gyllene mosaik som pryder stationens vägg. Konstverket är utfört av Nisse Zetterberg.
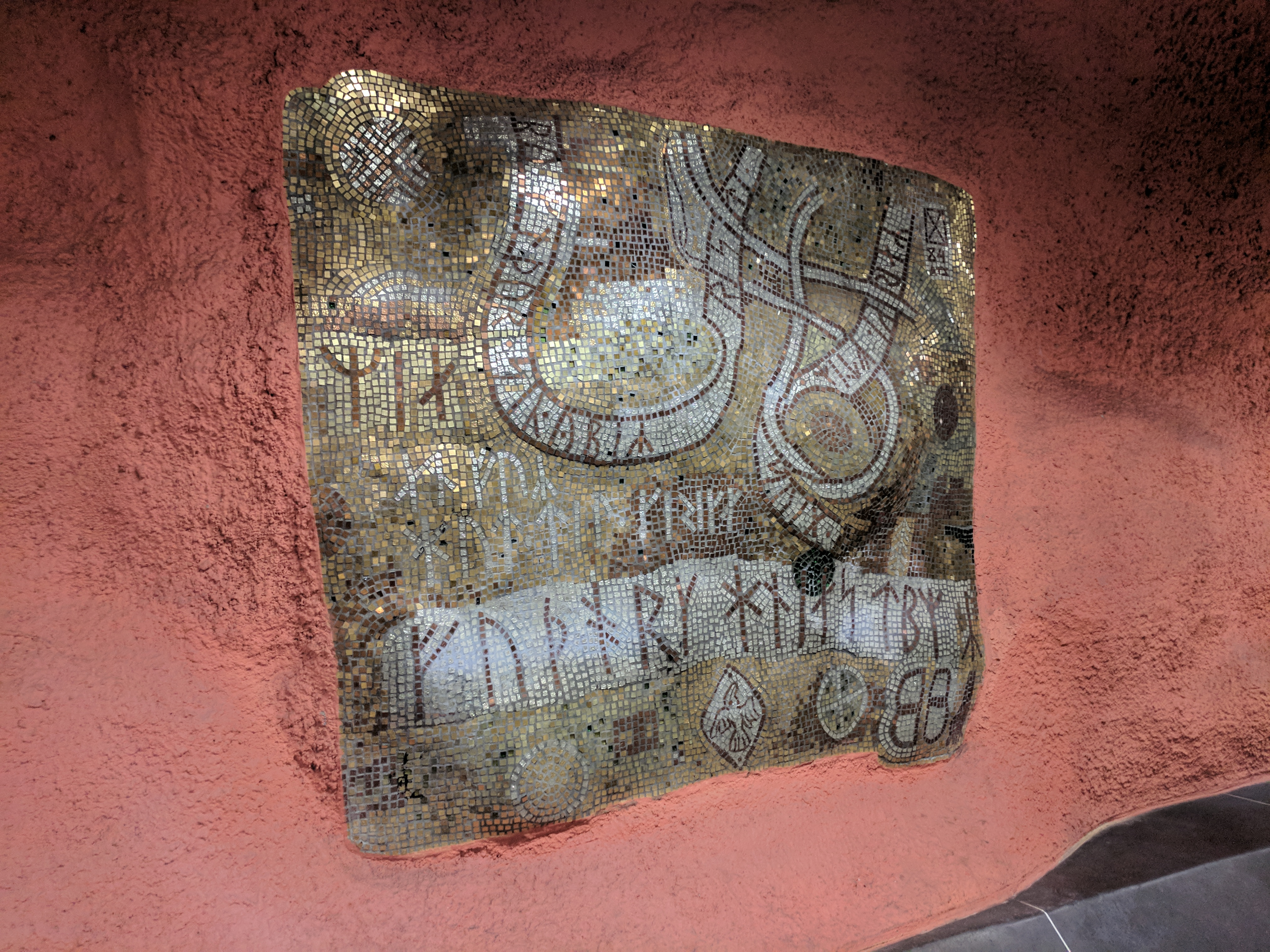
Futharken i gyllene mosaik som pryder stationens vägg. Konstverket är utfört av Nisse Zetterberg.
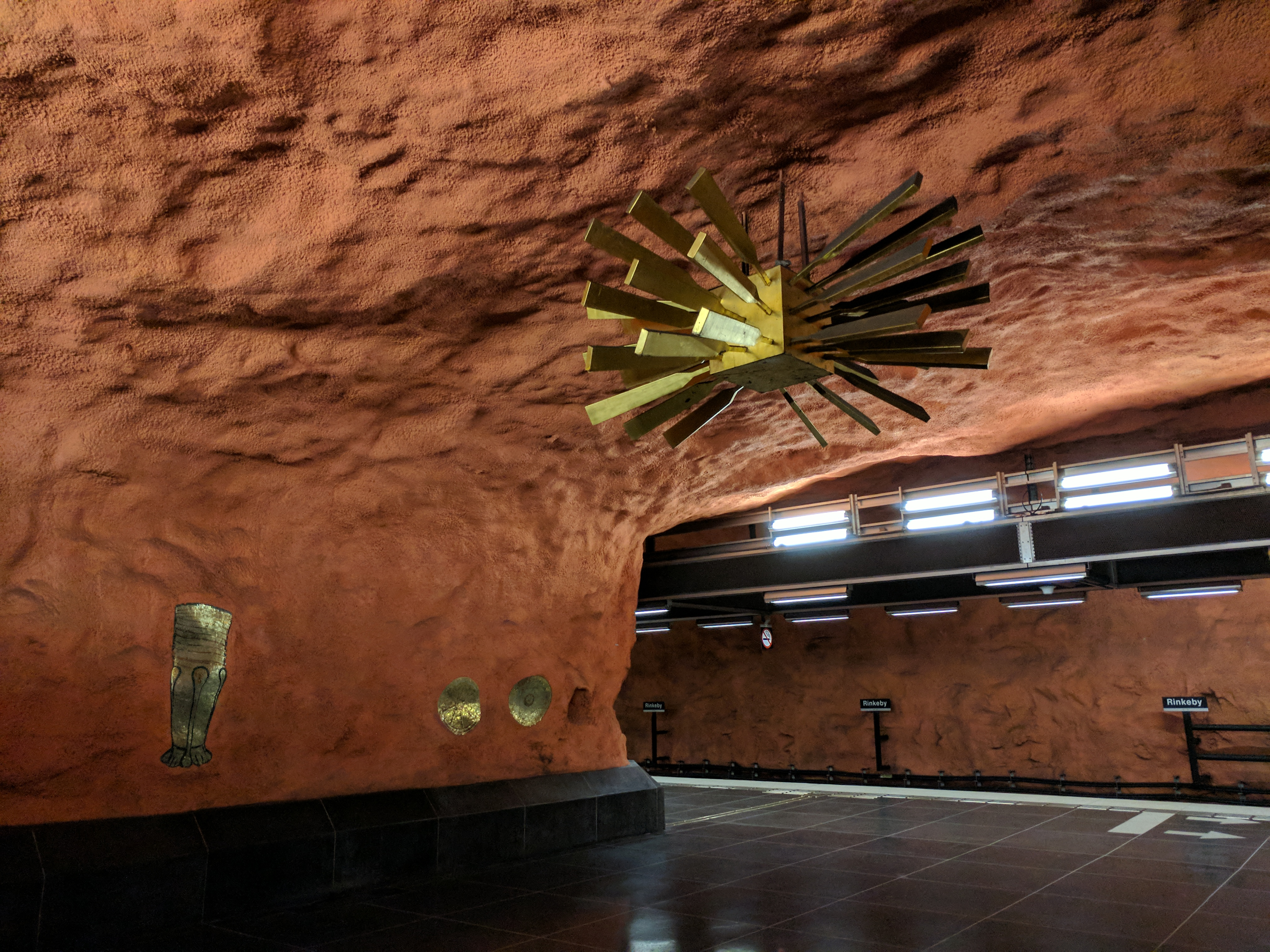
"Roslagsros" i förgylld plåt, som en stor sol av guld. Skulpturen utförd av Sven Sahlberg.
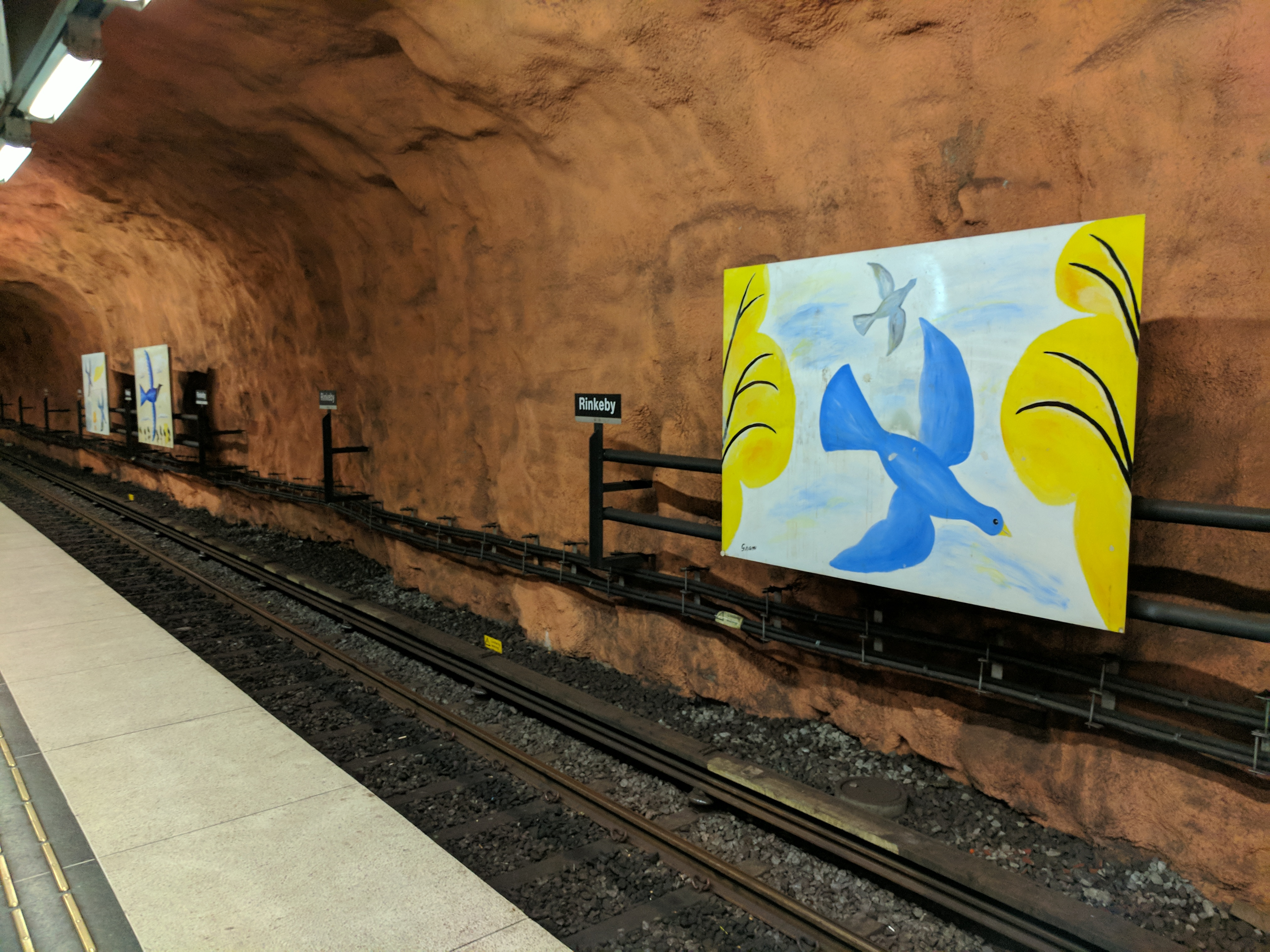
"Fåglar som flyger i tågets riktning", bild på spårväggen av Lennart Gram.
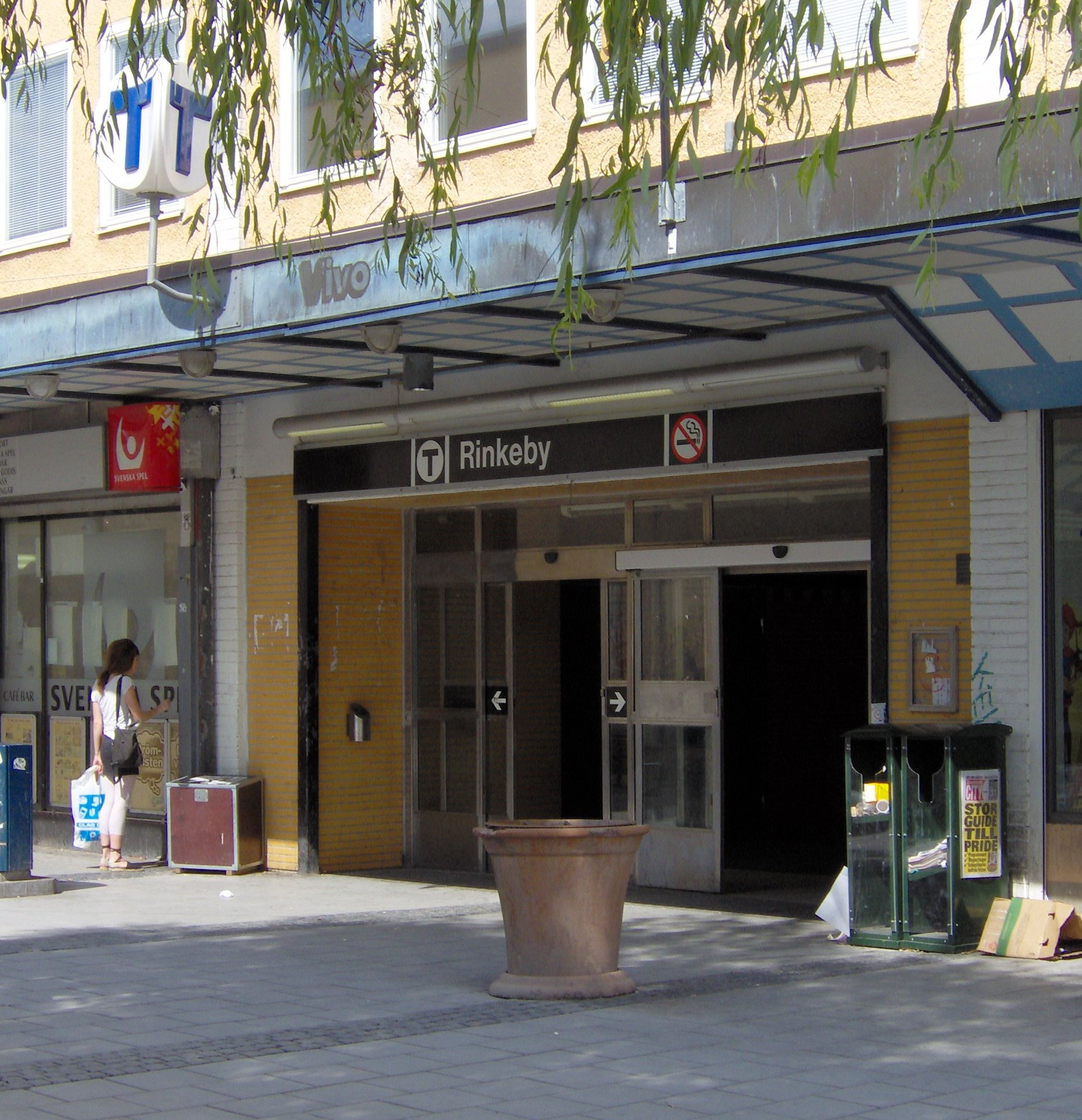
Ingången till stationen.
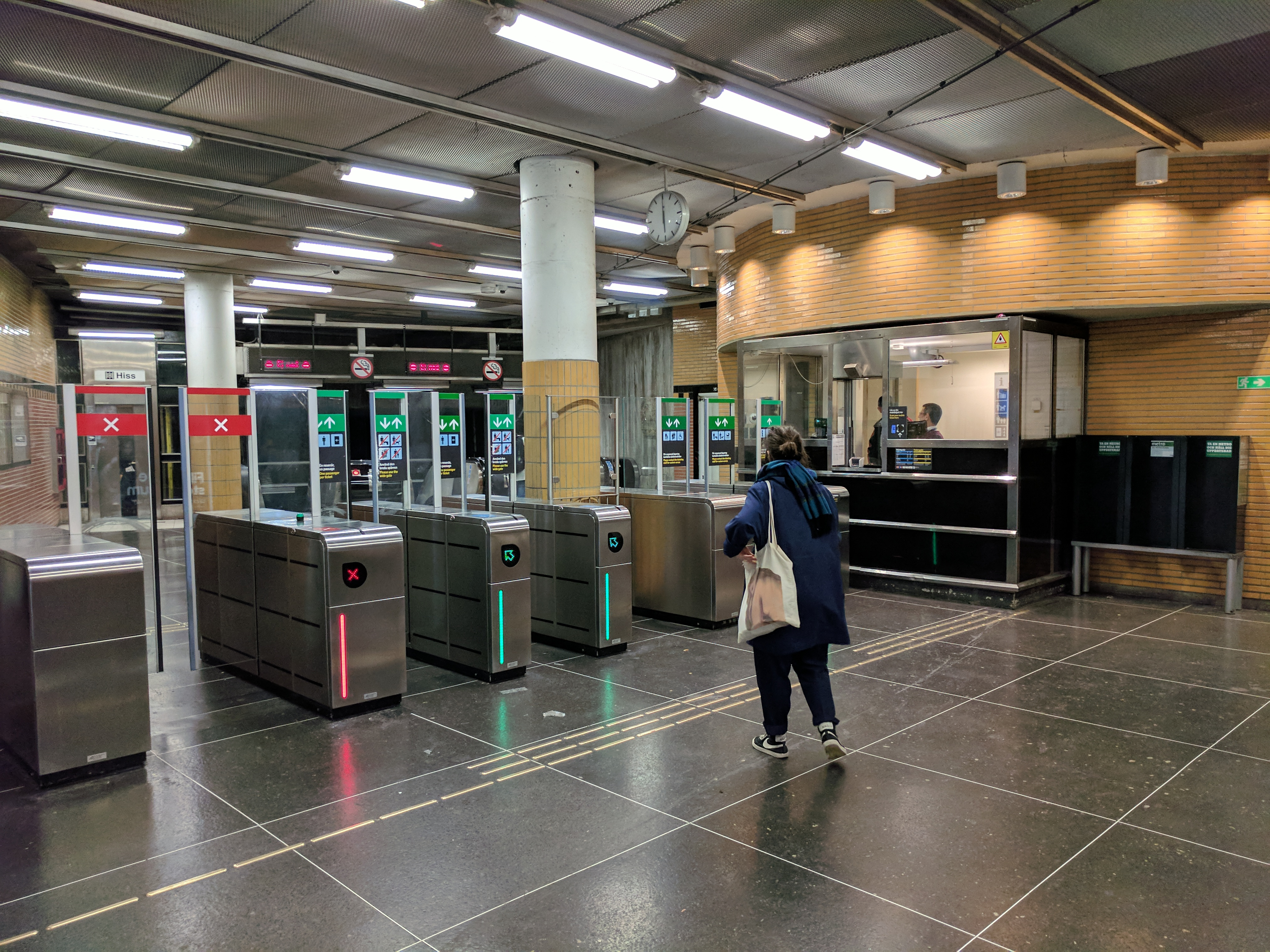
Spärren.
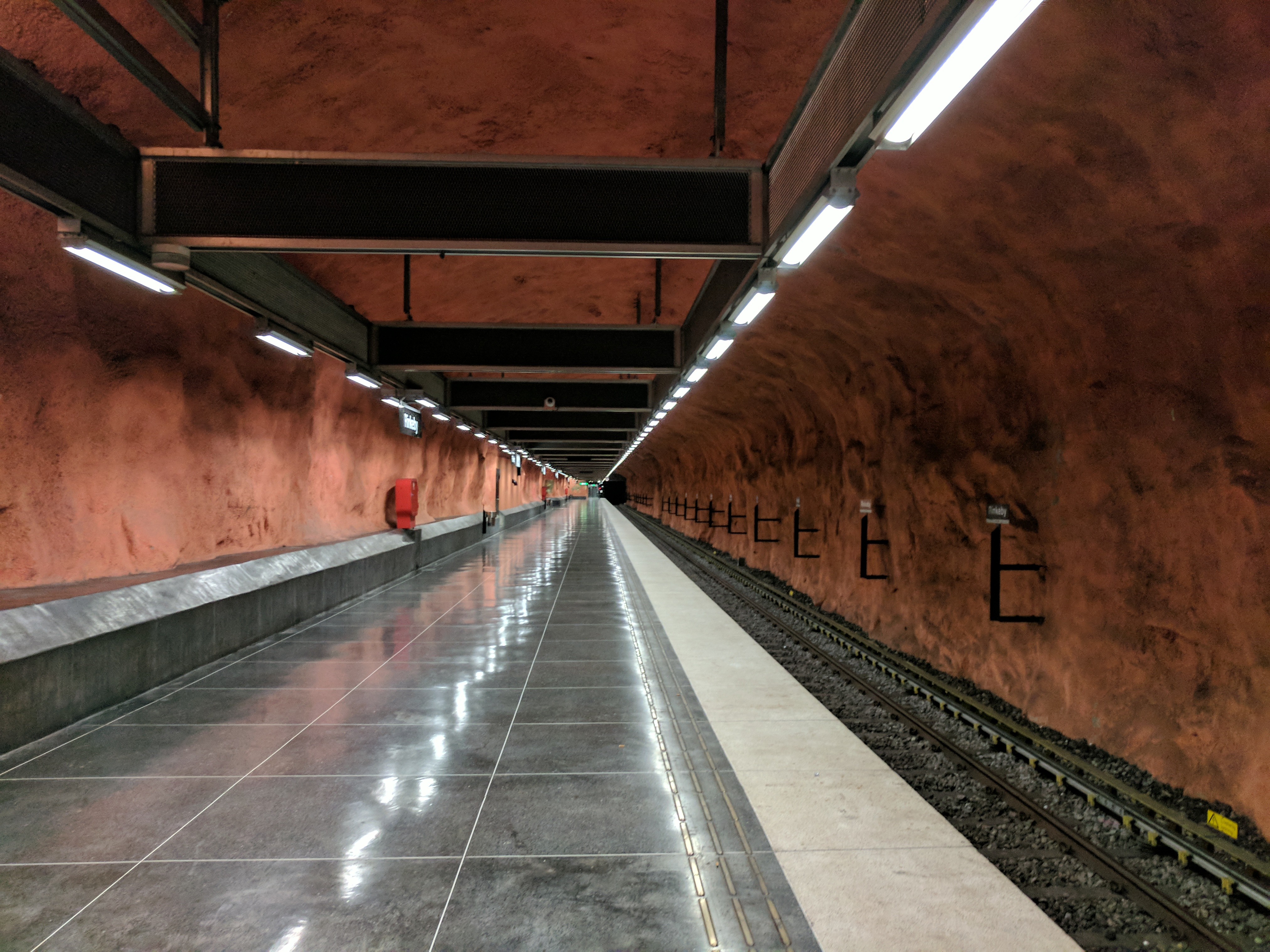
Perrongen.